# Rita Wilden
Rita Wilden (născută Jahn; n. 9 octombrie 1947, Leipzig, Zona de ocupație sovietică) este o atletă ce a reprezentat Germania, medaliată olimpică. A participat la 3 ediții ale Jocurilor Olimpice (1968, 1972, 1976) în care a câștigat o medalie de argint în proba de 400 m și o medalie de bronz în proba de 4x400 m.

## Palmares
| An   | Competiție                   | Locație                   | Loc | Eveniment | Note    |
| ---- | ---------------------------- | ------------------------- | --- | --------- | ------- |
| 1968 | Jocurile Olimpice            | Ciudad de México, Mexic   | 26  | 200 m     | 24,0    |
| 1968 | Jocurile Olimpice            | Ciudad de México, Mexic   | 6   | 4x100 m   | 43,7    |
| 1969 | Campionatul European         | Atena, Grecia             | 2   | 4x100 m   | 44,09   |
| 1971 | Campionatul European         | Helsinki, Finlanda        | 6   | 200 m     | 23,62   |
| 1972 | Campionatul European în sală | Grenoble, Franța          | 1   | 4×180 m   | 1:24,1  |
| 1972 | Campionatul European în sală | Grenoble, Franța          | 1   | 4x360 m   | 3:10,85 |
| 1972 | Jocurile Olimpice            | München, Germania de Vest | 2   | 400 m     | 51,21   |
| 1972 | Jocurile Olimpice            | München, Germania de Vest | 3   | 4x400 m   | 3:26,51 |
| 1973 | Campionatul European în sală | Rotterdam, Olanda         | 1   | 4×170 m   | 1:21,15 |
| 1974 | Campionatul European         | Roma, Italia              | 3   | 400 m     | 50,88   |
| 1974 | Campionatul European         | Roma, Italia              | 5   | 4x400 m   | 3:27,9  |
| 1975 | Campionatul European în sală | Katowice, Polonia         | 1   | 4×320 m   | 2:47,3  |
| 1976 | Campionatul European în sală | München, Germania de Vest | 1   | 400 m     | 52,26   |
| 1976 | Jocurile Olimpice            | Montreal, Canada          | 13  | 400 m     | 51,82   |
| 1976 | Jocurile Olimpice            | Montreal, Canada          | –   | 4x100 m   | NS      |
| 1976 | Jocurile Olimpice            | Montreal, Canada          | 5   | 4x400 m   | 3:25,71 |